# 19 Batalion Zapasowy (oficerski)
19 Batalion Zapasowy (oficerski) (19 bzap.) – pododdział piechoty Polskich Sił Zbrojnych.

## Formowanie i organizacja
Powracający ze szpitali, domów ozdrowieńców oraz z odkomenderowań i szkoleń oficerów bez stałego przydziału, dotychczas gromadzono w Ośrodkach Zapasowych i Legii Oficerskiej. Wszyscy ci oficerowie przebywający w Armii Polskiej na Wschodzie, a kwalifikujący się do służby w jednostkach 2 Korpusu Polskiego, postanowiono zgrupować w jednym miejscu. W tym celu w dniu 15 stycznia 1944 w Yibna w Palestynie w ramach Ośrodka Uzupełnień Piechoty sformowano z nadwyżek oficerów 19 oficerski batalion zapasowy w składzie dowództwo batalionu, dowództwo dwóch kompanii oficerskich o zmiennym stanie. Pododdział ten istniał do 19 lutego 1944,  następnie funkcjonował pod zmienioną nazwą „Rezerwa Oficerska” i podporządkowana dowództwu 7 Dywizji Zapasowej/Piechoty. 19 Batalion/Rezerwa Oficerska stacjonowała w rejonie Bazy 2 Korpusu Polskiego w rejonie San Domenico, przez cały okres pobytu 7 DP we Włoszech.

## Żołnierze batalionu
Dowództwo batalionu/rezerwy oficerskiej w okresie styczeń-kwiecień 1944:
- ppłk Franciszek Janusz – dowódca
- mjr Edward Harner – zastępca dowódcy
- mjr Franciszek Borkowski – dowódca 1 kompanii
- mjr Jan Rękorajski – dowódca 2 kompanii